# Czumerna (szczyt)
Czumerna (bułg. Чумерна) – jeden z najwyższych szczytów w środkowej Starej Płaninie – 1536 m. Jest to odosobniony szczyt w eleno-twyrdyszkiej części pasma. Jego południowe stoki są strome, długie, przecięte głębokimi dolinami rzecznymi, a północne – łagodne, porośnięte lasami bukowymi. Składa się z  triasowych zlepieńców, piaskowców i margli. W pobliżu znajduje się schronisko Czumerna.